# 田中聖美 (バレーボール)
田中 聖美（たなか まさみ、1982年12月22日 - ）は、日本の元女子バレーボール選手。

## 来歴
父は元全日本の選手・監督の田中幹保。
四天王寺高等学校からJTマーヴェラス（現・大阪マーヴェラス）に加入。
2004-05シーズンを以って一度引退しアメリカの大学に進学するが1年で中退し、復帰を目指して渡欧。フランス2部リーグのVBチュール・ナーヴで現役復帰した。
翌シーズンはポーランドプロリーグのSSKカリシア・カリシュでプレー。
2009年に帰国し、堺ブレイザーズスクールコーチを務めるとともに、ヨガスクールも開講した。
2014年からフリーのヨガ講師とバレーボール指導者として活動する。

## 所属クラブ
- 四天王寺高等学校
- JTマーヴェラス（2001-2005年）
- VBチュール・ナーヴ（2007-2008年）
- SSKカリシア・カリシュ（2008-2009年）